# Inginerie aerospațială

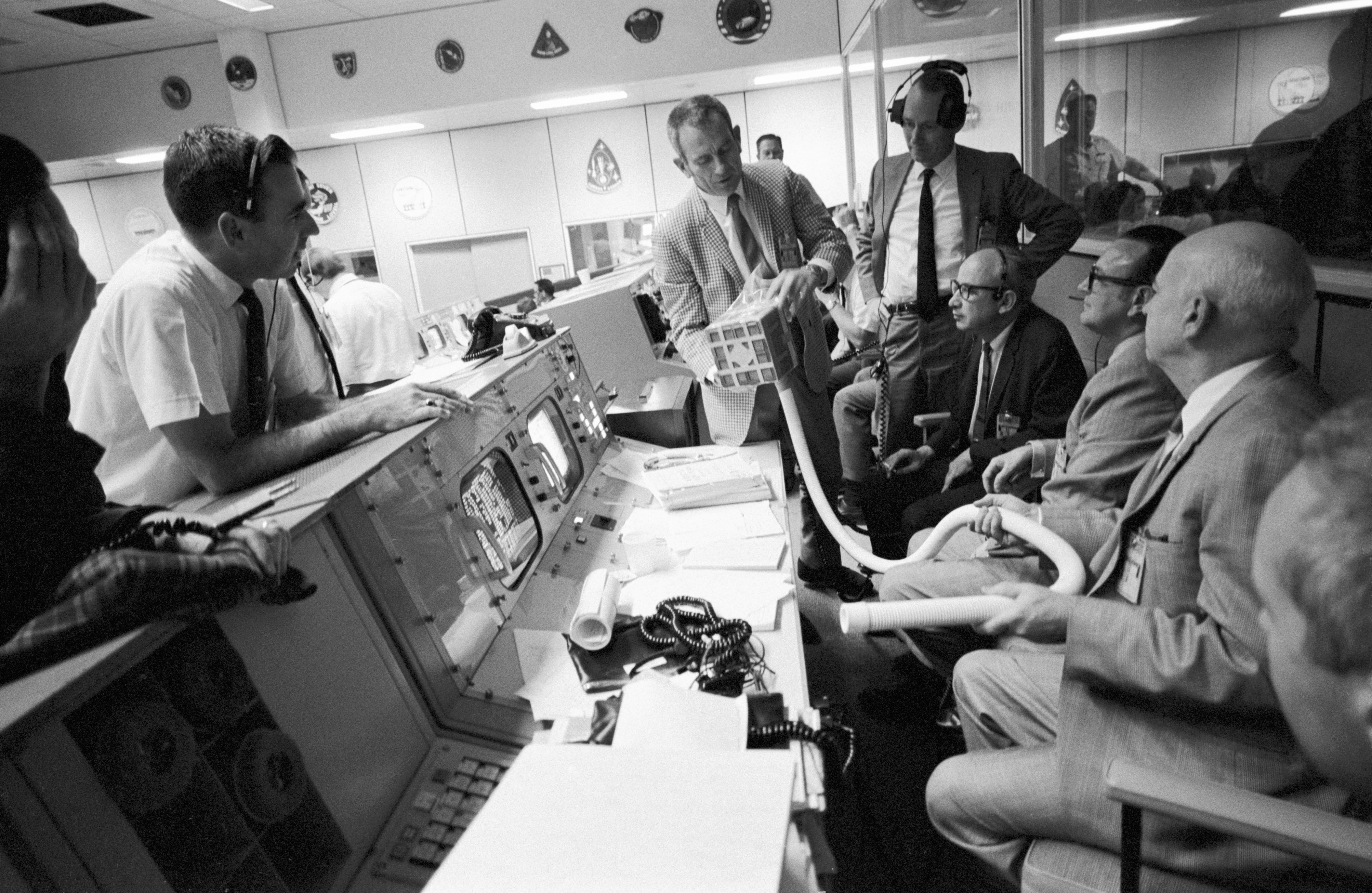
Inginerii de la NASA, responsabili pentru programul Apollo 13, încercând să protejeze viețile astronauților implicați în respectiva misiune.

Ingineria aerospațială este un sistem complex de aplicativitate științifica (din cadrul ingineriei) prin care succesiv se imaginează, proiectează, fabrică și exploatează dispozitive denumite generic aparate de zbor, capabile să zboare în atmosfera gazoasă și/sau în spațiul cosmic.

## Mitologie și folclor
Unul din primii „ingineri aerospațiali” din antichitate a fost legendarul Icar, cel care împreună cu tatăl său Dedal si-au făurit aripi din pene și ceară pentru a evada din „Labirintul” regelui Minos din insula Creta, dar apropiindu-se prea mult de soare, ceara s-a topit și aripile au devenit neutilizabile, iar el a devenit victima unuia din primele „accidente aviatice”. Un alt exemplu legendar este meșterul zidar Manole, cel care și-a zidit iubita soție Ana pentru a-și putea desăvârși inegalabila capodoperă mănăstirească, și care și-a construit la rându-i aripi din șindrilă ușoară, încercând să coboare în zbor planat de pe mănăstirea tocmai terminată. Neavând aprofundate cunoștințe de „inginerie aerospațială”, a sfârșit prin a se prăbuși. În locul în care s-a prăbușit a apărut un izvor (pe locul căruia astăzi se află o fântână) în apropierea mănăstirii Curtea de Argeș. 

## Istorie și învățământ aerospațial în România
România are tradiție și continuitate istorică prin personalități cu rezonanță internațională: Traian Vuia, Aurel Vlaicu, Henri Coandă, Elie Carafoli, Radu Voinea, Victor Pimsner, V.N. Constantinescu, M.M. Nița, Petre Augustin, Nicolae Berbente, Stelian Găletușă. În cadrul Institutului Politehnic București funcționează facultatea de Aeronave care asigură specializarea în Motoare de Aviație, Rachete și Sateliți, Structuri de Aviație, Aparate de Bord și Navigație.